# Elecciones municipales de Quito de 1947
Las elecciones municipales de Quito de 1947 resultaron con la elección de Alfonso Pérez Pallares del Partido Conservador Ecuatoriano, venciendo al Comandante del Ejército Antonio Alomia del Partido Liberal Radical Ecuatoriano y Alfonso Calderón del Partido Socialista Ecuatoriano .